# Stina Aronson

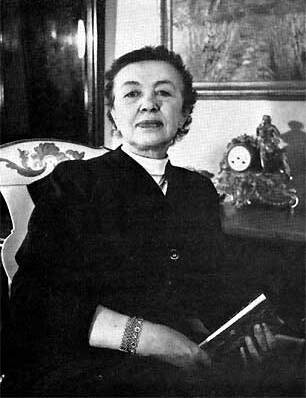
Stina Aronson

Ester Kristina (Stina) Aronson (* 26. Dezember 1892 in Uppsala als Ester Kristina Andersson; † 24. November 1956 in Uppsala) war eine schwedische Schriftstellerin. Sie zählt zu den frühen schwedischen Modernisten.

## Leben
Aronson wurde bereits einen Monat nach ihrer Geburt zur Adoption freigegeben, da ihr Vater, ein Priester, das uneheliche Kind nicht annehmen wollte. Sie kam in die Familie eines Fleischers und lebte dort einige Jahre. Als der Stiefvater einen Mord beging, wurde sie von ihrer biologischen Mutter aufgenommen. Als erwachsene Frau lebte Aronson lange in Tornedalen, nachdem sie den Oberarzt des Norrbottener Tuberkulosekrankenhauses Anders Aronson geheiratet hatte.
Aronson debütierte 1921 mit En bok om goda grannar (deutsch: Ein Buch über gute Nachbarn). Ihren Durchbruch erreichte sie erst 1946 mit dem weniger experimentellen Roman Hitom himlen (deutsch: Auf dieser Seite des Himmels) über das fiktive Dorf Mäntyjärvi in Tornedalen.
Damalige Kritiker beurteilten den Roman positiv, kategorisierten ihn aber als provinzielle Erzählung. Von Literaturwissenschaftlern wird der schwedische Klassiker heute als gesellschaftskritisch angesehen. Aronson lehnt hier alle Versuche ab, Menschen zu kategorisieren und zu definieren. Zwei Jahre nach diesem Buch erschien Sång till Polstjärnan (deutsch: Ein Lied auf den Polarstern) in dem sie sich als Meisterin der Novelle erwies. In mehreren späteren Werken, Romanen, Gedichten und Schauspielen, wurde sie von der Provinz Norrbotten angeregt.
Als inspiriert von der Liebesbeziehung zum Schriftsteller Artur Lundkvist wird Tolv hav (deutsch: Zwölf Meere) von 1930 angesehen. Mit dieser Gedichtsammlung, die unter dem Pseudonym Sara Sand erschien, nähert sich Aronson den Modernisten an. Für die damalige Zeit war diese erotische, offene Lyrik, die das männliche, aufgeblasene Ego ihres Liebhabers kritisiert, ungewöhnlich. Obwohl sich Kritiker von dieser Arbeit provoziert fühlten, wurde die Sammlung von beispielsweise Hagar Olson und Elmer Diktonius positiv aufgenommen.
Es wird angenommen, dass auch Feberboken (deutsch: Fieberbuch) von Lundkvist handelt. Es wurde unter ihrem zweiten Pseudonym Mimmi Palm veröffentlicht.
Ab 1949 war Aronson Mitglied der Samfundet De Nio.

## Werke
- En bok om goda grannar, 1921, ISBN 1-142-53009-4
- Slumpens myndling, 1922
- Jag ger vika, 1923
- Två herrar blev nöjda, 1928 unter dem Pseudonym Sara Sand
- Fabeln om Valentin, 1929 unter dem Pseudonym Sara Sand
- Tolv hav, 1930 unter dem Pseudonym Sara Sand
- Syskonbädd, 1931 unter dem Pseudonym Sara Sand
- Feberboken, 1931 unter dem Pseudonym Mimmi Palm
- Medaljen över Jenny, 1935
- Byar under fjäll, 1937
- Gossen på tröskeln, 1942
- Hitom himlen, 1946
- Sång till polstjärnan, 1948
- Kantele, 1949
- Två skådespel, 1949
- Dockdans, 1949
- Den fjärde vägen, 1950
- Sanningslandet, 1952
- Den röda gåvan och andra noveller, 1967

## Preise und Auszeichnungen
- Literaturpreis der Zeitung Vi 1947
- Literaturpreis der Zeitung Svenska Dagbladet 1948
- Großer Preis der Neun 1956